# Fagerviken

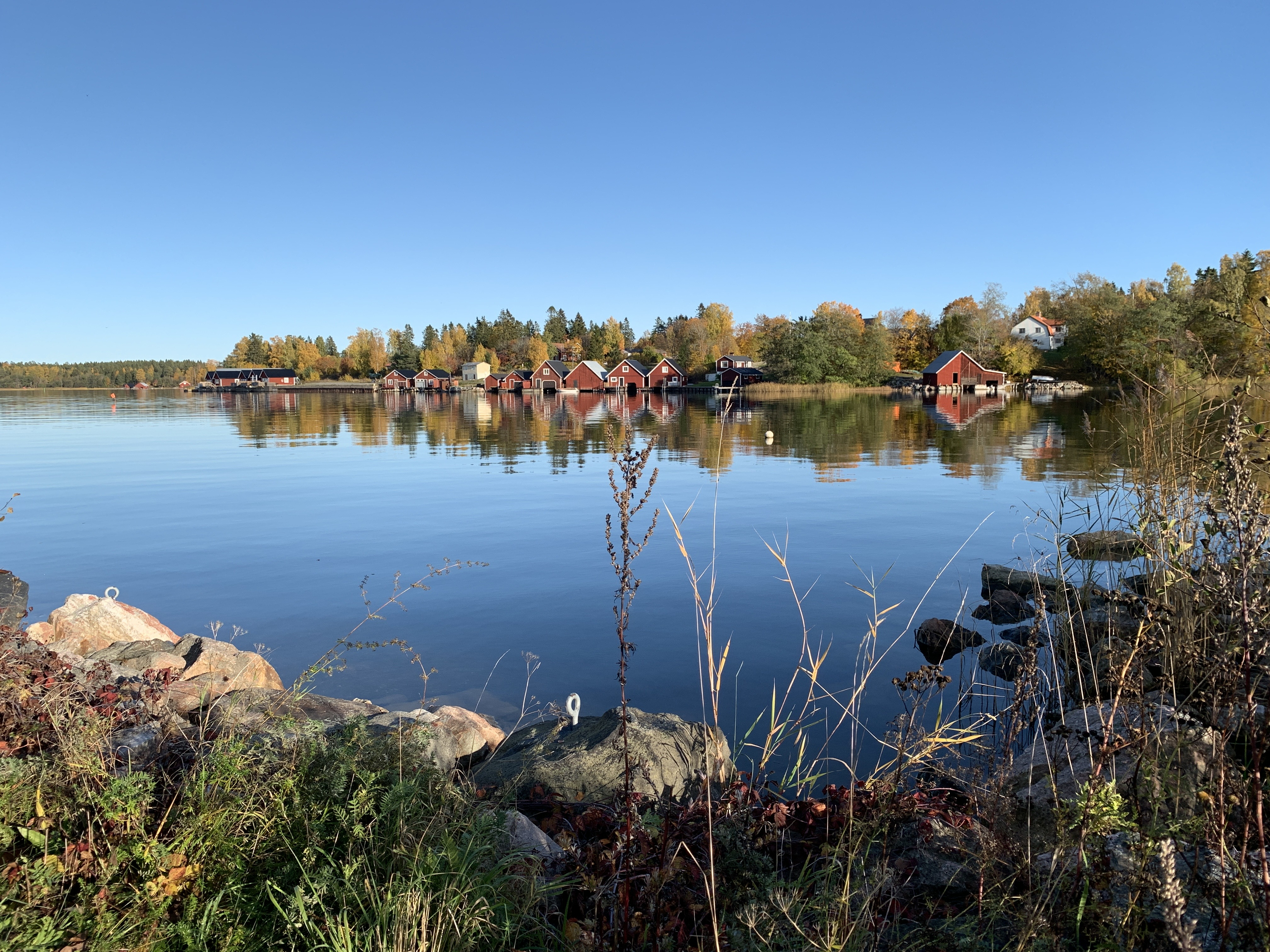
Fagerviken

Fagerviken är en småort i Hållnäs socken i Tierps kommun belägen vid en skyddad vik av Lövstabukten på Hållnäshalvöns västra sida. Det är ett gammalt fiskeläge.
Vid småortsavgränsningen 1995 var andelen fritidshus högre än 50 % i småorten.

## Befolkningsutveckling
| Befolkningsutvecklingen i Fagerviken 1960–2015                   | Befolkningsutvecklingen i Fagerviken 1960–2015 | Befolkningsutvecklingen i Fagerviken 1960–2015 | Befolkningsutvecklingen i Fagerviken 1960–2015 | Befolkningsutvecklingen i Fagerviken 1960–2015 |
| ---------------------------------------------------------------- | ---------------------------------------------- | ---------------------------------------------- | ---------------------------------------------- | ---------------------------------------------- |
|                                                                  |                                                |                                                |                                                |                                                |
| År                                                               |                                                |                                                | Folkmängd                                      | Areal (ha)                                     |
| 1960                                                             | 1960                                           |                                                | 156                                            | ¤                                              |
| 1990                                                             | 1990                                           |                                                | 131                                            | 75#                                            |
| 1995                                                             | 1995                                           |                                                | 119                                            | 62#                                            |
| 2000                                                             | 2000                                           |                                                | 107                                            | 62#                                            |
| 2005                                                             | 2005                                           |                                                | 114                                            | 78#                                            |
| 2010                                                             | 2010                                           |                                                | 124                                            | 78#                                            |
| 2015                                                             | 2015                                           |                                                | 127                                            | 88#                                            |
| Anm.: ¤ Som tätortsbebyggelse med 150-199 invånare # Som småort. |                                                |                                                |                                                |                                                |